# Özlüce, Derinkuyu
Özlüce là một xã thuộc huyện Derinkuyu, tỉnh Nevşehir, Thổ Nhĩ Kỳ. Dân số thời điểm năm 2011 là 1.198 người.